# Frauenwahlrecht in Nordeuropa

Fredrika Bremer, Initiatorin der schwedischen Frauenbewegung. Gemälde von Johan Gustaf Sandberg (1843)

Das Frauenwahlrecht in Nordeuropa wurde früher als in anderen europäischen Staaten eingeführt und hatte eine Vorreiterrolle inne. Das aktive und passive Frauenwahlrecht in Finnland wurde am 28. Mai 1906 vom Parlament beschlossen und am 20. Juni 1906 proklamiert. Damit war Finnland zwar weltweit das erste Land, das Frauen das volle aktive und passive Wahlrecht verlieh, aber es unterstand damals noch Russland, war also kein unabhängiger Staat. Schweden war zwar das erste Land Europas, in dem Frauen das kommunale Wahlrecht erhielten, aber eines der letzten, in dem das Frauenwahlrecht auf nationaler Ebene eingeführt wurde: Witwen und unverheiratete Frauen, die Steuern bezahlt hatten, durften in Schweden auf kommunaler Ebene und Provinzebene seit 1862 wählen. Die Einführung des Frauenwahlrechts trat auf nationaler Ebene erst am 26. Januar 1921 in Kraft. Noch langsamer verlief die Entwicklung in Großbritannien: Die volle Gleichheit mit Männern in Bezug auf das aktive und passive Wahlrecht erst am 2. Juli 1928 erreicht. Als fünfter Staat der Erde nach Neuseeland, Australien, Finnland und Norwegen nahm Dänemark mit Island 1915 das Frauenwahlrecht ins Grundgesetz auf. Es lässt sich in einigen Staaten ein Zusammenhang zwischen den Bestrebungen für die Einführung des Frauenwahlrechts und nationalen Tendenzen, religiösen Bewegungen, der Gründung von Frauenorganisationen und anderen Faktoren zeigen.

## Untersuchung möglicher Einflussfaktoren auf die politische Repräsentation von Frauen

### Strukturelle Ähnlichkeiten der nordeuropäischen Staaten als Hintergrund für vergleichbare Entwicklungen
Die Tatsache, dass Skandinavien bei der Einführung des Frauenwahlrechts in Europa Vorreiter war, hat auch mit strukturellen Ähnlichkeiten der Staaten zu tun. Die Bevölkerung in Schweden, Finnland und Norwegen war überwiegend von der Landwirtschaft geprägt. Der Nationalismus war die vorherrschende politische Strömung. Schweden und Dänemark waren im 19. Jahrhundert unabhängige Staaten, aber Norwegen, Finnland und Island waren von fremden Mächten beherrscht. Die nationale Freiheit, die zu Unabhängigkeitsbestrebungen führte, verband sich mit dem Wunsch nach persönlicher Freiheit, der in dem Wunsch nach dem Frauenwahlrecht einen Ausdruck fand. In Skandinavien herrschte ein allgemeiner Widerstand gegen Neues. Frauen genossen zwar relativ viel Freiheit, etwa wenn es um bezahlte Arbeit außer Haus ging. Doch die Kultur sah paradoxerweise vor, dass Frauen ihren männlichen Verwandten unterstanden.

### Literarischer Feminismus

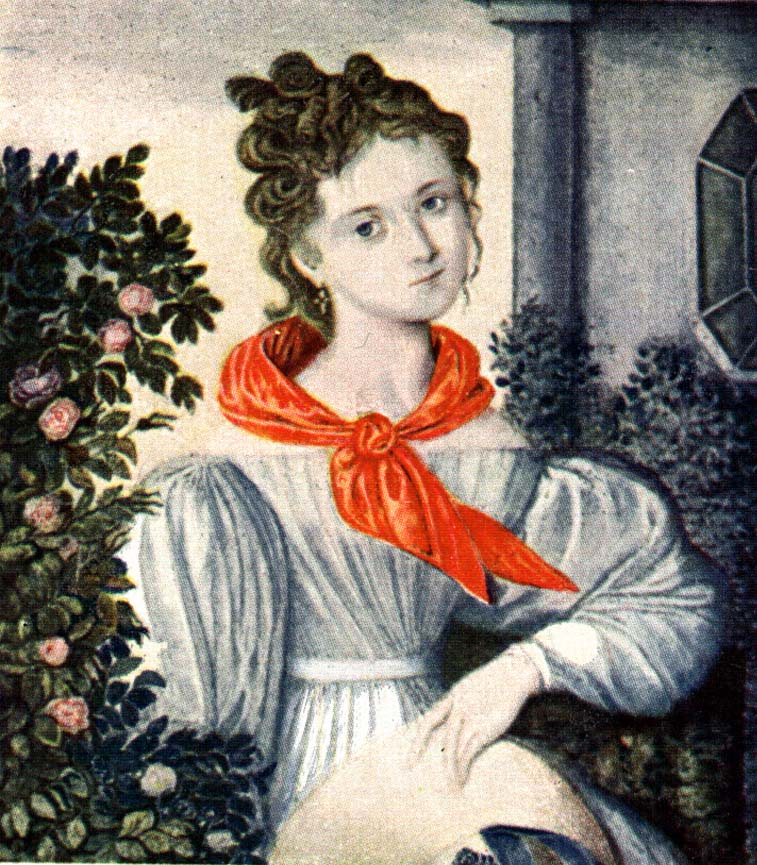
Camilla Collett, Schriftstellerin und erste norwegische Frauenrechtlerin

Die Literatur trug in Skandinavien mehr zur Frauenbewegung bei als in allen anderen Regionen. Menschen wie die schwedische Autorin Fredrika Bremer oder die erste norwegische Frauenrechtlerin Camilla Collett machten die Situation von Frauen zum Thema und führten zur Gründung von Frauenvereinigungen, so 1871 in Dänemark und 1885 in Norwegen und Schweden.

### Bildung
Wesentlich für den Fortschritt der Bewegung zur Einführung des Frauenwahlrechts in Finnland war eine fast völlige Alphabetisierung der Frauen um 1900. Während in Finnland die Frauenbewegung maßgeblichen Anteil an der Bildung von Frauen hatte, lässt sich dies von der norwegischen Frauenbewegung nicht sagen.

### Nationalismus

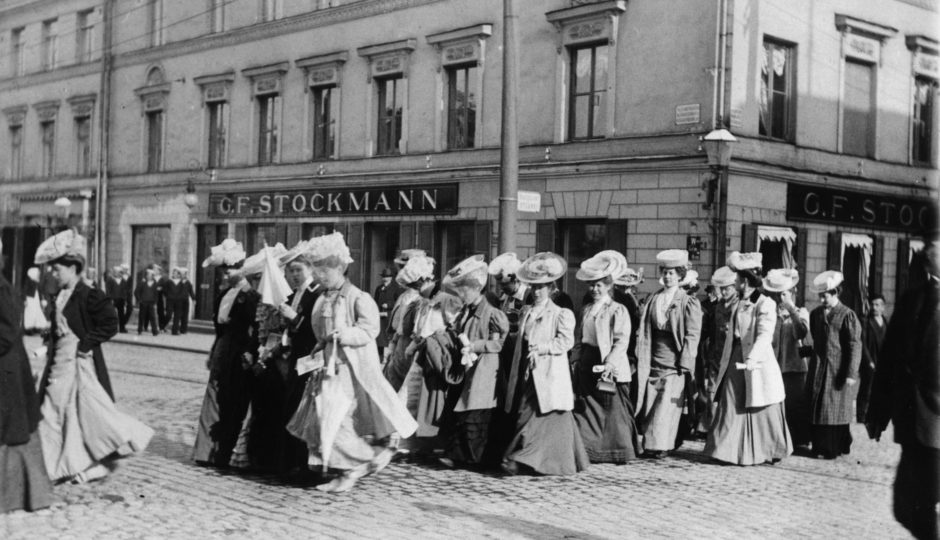
Frauenrechtlerinnen in Helsinki um 1900

Der Nationalismus war für die Einführung des Frauenwahlrechts von größerer Bedeutung als der Feminismus. Frauen verkörperten nationale Werte und durch die Einbeziehung von Frauen in den Kreis der Wahlberechtigten wurden nationale Ideale unterstützt. Von daher war die Einführung kein radikaler, sondern ein konservativer Akt.
Nur etwa 12 Prozent der Bevölkerung Finnlands sprachen Ende des 19. Jahrhunderts Schwedisch, aber sie stellten die Oberschicht und Schwedisch war die Amtssprache. 1863 wurde ein Dekret veröffentlicht, das vorschrieb, dass innerhalb von 20 Jahren die Gleichstellung von Schwedisch und Finnisch erreicht werden sollte. Frauen spielten wegen ihrer Bedeutung für das Schulwesen in diesem Prozess eine besondere Rolle. Inspiriert von John Stuart Mills Buch Die Hörigkeit der Frau gründete eine Gruppe von Frauen um Alexandra Gripenberg im Mai 1884 die Suomen Naisyhdistys (Finnischer Frauenverein), die erste finnische Frauenorganisation. 1892 gründete Lucina Hagman die Union of Women’s Societies, in der auch Männer Mitglieder werden konnten. Diese Gruppe war radialer als der Suomen Naisyhdistys: Sie teilte die Einstellung der Jungfinnischen Partei, die die völlige Unabhängigkeit Finnlands von Russland anstrebte. Das Frauenwahlrecht war in Finnland ein Ziel von mehreren und dem Bestreben untergeordnet, Freiheit von Russland zu erreichen. Wie in Indien, so gingen auch in Finnland Nationalismus und die Entwicklung der Demokratie Hand in Hand: Frauen waren auf allen Ebenen aktiv am Widerstand beteiligt. Durch einen Generalstreik wurde das Frauenwahlrecht 1905 erzwungen.
Auch in Norwegen spielte der Nationalismus eine wichtige Rolle. 1814 war das Land als ein Ergebnis der Napoleonischen Kriege von der dänischen Oberherrschaft unter schwedische Herrschaft gekommen, was von der Bevölkerung abgelehnt wurde. Frauen und Männer kämpften gemeinsam für ein norwegisches Parlament, und schließlich konnte ein solches, wenn auch unter schwedischer Kontrolle, gegründet werden. Jedoch durften nur etwa 8 Prozent der Bevölkerung wählen. Eine hart erkämpfte Verfassungsänderung führte 1884 dazu, dass das Männerwahlrecht ausgeweitet wurde. Die Frauenrechtlerin Gina Krog gründete in Folge mehrere Vereinigungen mit dem Ziel, auch Frauen an die Urnen bringen zu können.
In Island blockierte der dänische König, unter dessen Oberherrschaft das Land stand, zwei Gesetze zum Frauenwahlrecht, die der isländische Althing beschlossen hatte. Auch hier waren also die Themen Nationalismus und Frauenwahlrecht verwoben. Der Kampf zielte zunächst auf eine interne Selbstverwaltung ab, die Island 1874 erreichte, doch es stand immer noch unter dänischer Überwachung, wofür es in der dänischen Regierung einen eigenen Minister gab. Dies führte in den 1880er und 1890er Jahren zu zahlreichen Konflikten. Erst 1903 wurde eine isländische Regierung mit einem eigenen Ministerium in Reykjavik zugestanden.
Abweichend von dieser Linie gab es in Schweden keine Vermischung der Themen nationale Unabhängigkeit und Frauenwahlrecht. Doch die Argumente der Frauenwahlrechtsorganisation für die Einführung des Wahlrechts riefen im Bild der guten Mutter und des guten Hauses Verbindungen zum Nationalismus wach: Alle Bürger sollten vor dem Gesetz gleich sein und die traditionelle Rolle der Frau als Mutter habe ihr Fähigkeiten verschafft, die sie in die politische Sphäre einbringen solle.

### Belohnung für die Unterstützung der Unabhängigkeitsbewegung
Sowohl in Norwegen als auch in Finnland wurde das Frauenwahlrecht als eine Belohnung für die Unterstützung der Unabhängigkeitsbewegungen gesehen. Auch sollte durch die Einführung erreicht werden, dass Frauen weiterhin Patriotinnen blieben.

### Unterstützung der Demokratie
In Schweden wie auch in den Niederlanden war die Einführung des Frauenwahlrechts kein revolutionärer oder auch nur radikaler Akt, sondern im Gegenteil das Ergebnis der Erkenntnis, dass das Frauenwahlrecht zur Stabilisierung der Demokratie beitragen und das Bollwerk gegen revolutionäre Bestrebungen verstärken werde.

### Bevölkerungsschicht
Die Unterstützung für das Frauenwahlrecht in Finnland war in ländlichen Gebieten stärker als in den Städten. Möglicherweise lag dies daran, dass die bäuerliche Bevölkerung das Frauenwahlrecht für eine Maßnahme hielten, die ihrer konservativen Einstellung entsprach, und keine Angst vor einem eventuellen revolutionären Potential bei den Wählerinnen hatten. Die Finnisch sprechende Bevölkerung war leichter für das Frauenwahlrecht zu gewinnen als die Schwedisch sprechende Oberschicht.

### Religiöse Faktoren und die Abstinenzbewegung
Die Historikerin Irma Sulkunen betont den Einfluss religiöser Erweckungsbewegungen, in denen in Finnland vor allem Frauen aktiv waren, auf die frühe Erlangung des Frauenwahlrechts. Sie hatten Ende des 19. Jahrhunderts ihre Blütezeit und verfügten über enge Verbindungen zur Finnischen Partei, die das Ideal einer agrarischen Gesellschaft vertrat.
In Norwegen entstand in den 1880er Jahren eine Frauenbewegung, die den Radikalen Liberalen (Moderate Venstre) nahestand. Diese strebten die Trennung von Schweden an und setzten sich für Abstinenz, eine hohe Moral und das Frauenwahlrecht ein. Aktivisten wie Bjørnstjerne Bjørnson zogen durchs Land, brandmarkten die sexuelle Doppelmoral und sprachen sich für eine Sexualmoral aus, die für beide Geschlechter gleichermaßen gelten sollten.
Auch in Island spielte die Abstinenzbewegung bei der Einführung des Frauenwahlrechts.

### Wirtschaftliche Faktoren und Parteipolitik
In Norwegen strömte vor allem aus Schweden und Frankreich ausländisches Kapital ins Land, um die industrielle Expansion zu finanzieren. 1906 gehörten drei Viertel der Wasserkraftwerke ausländischen Konzernen. Mit einer Gesetzesinitiative wollten die Radikalen Liberalen (Moderate Venstre) und die Sozialisten, die im Storting über die Mehrheit verfügten, die natürlichen Ressourcen schützen, indem sie die Konzessionsvergabe für industrielle Entwicklungen stärker beschränkten. Da sie auch die Frauen in dieses Vorhaben einbinden wollten, waren sie dem Frauenwahlrecht zugeneigt.

### Frauenorganisationen
Frauenorganisationen wurden meist in einer Zeit gegründet, in der das Frauenwahlrecht zum Thema wurde. Sie trugen wesentlich dazu bei, dass das Frauenwahlrecht auf die politische Tagesordnung kam und schließlich eingeführt wurde. Hier lassen sich Ähnlichkeiten mit der Entwicklung der Frauenwahlrechtskampagne in Großbritannien feststellen, die die Meinung vertrat, das Frauenwahlrecht sei nicht nur um seiner selbst willen erstrebenswert, sondern es sei auch ein Gewinn für die gesamte Politik.
So gründete zum Beispiel die isländische Frauenrechtlerin Bríet Bjarnhéðinsdóttir 1907 die erste Frauenwahlrechtsorganisation Kvenréttindafélag Íslands des Landes.
In Schweden fiel 1902 die Gründung der Association for Women’s Political Franchise in Stockholm und Göteborg in eine aufgeheizte Stimmung über die Wahlrechtsreform, die von der Liberalen Union geschürt wurde. Diese Frauenorganisation schloss sich 1903 mit der neu gegründeten Landsföreningen för kvinnans politiska rösträtt, (LKPR) (National Association for Women’s Suffrage) zusammen.

### Geografische Randlage
Das Vordringen des Frauenwahlrechts nach Europa begann an den geografischen Rändern, nämlich in Finnland. Dieses Phänomen der Bewegung von den Rändern zum Zentrum findet sich auch in Ozeanien oder im Westen der USA. Die Historikerin Rochelle Ruthchild weist auf die Bedeutung des russischen Reiches für die frühe Geschichte des Frauenwahlrechts hin, obwohl Finnland ja am Rande dieses Reiches lag; Finnland war 1906 sowohl für Skandinavien als auch für Europa wegweisend in der Frage des Frauenwahlrechts und diente dem postrevolutionären Russland als Vorbild. Russland gewährte denn auch als erste Großmacht das Frauenwahlrecht.

## Einzelne Staaten

### Dänemark

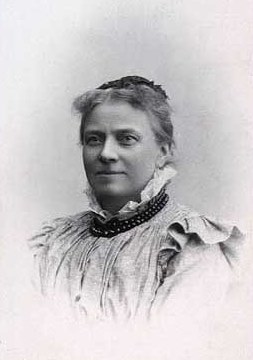
Pauline Matilde Theodora Bajer, dänische Frauenrechtlerin und Aktivistin, Gründerin der dänischen Frauenorganisation, um 1890

1871 gründeten Matilde Bajer, eine sehr aktive Frauenrechtlerin und Pazifistin, und ihr Ehemann Fredrik Bajer die Dänische Frauenliga. Beeinflusst waren beide von einer dänischen Übersetzung von John Stuart Mills Buch Die Hörigkeit der Frau. Die Organisation spaltete sich an der Frage der Sexualmoral: Eine Gruppe um Elisabeth Grundtvig setzte sich in Übereinstimmung mit dem Denken von Josephine Butler für eine staatliche Regulierung der Prostitution ein, da sie Männer verpflichten wollte, ebenso wie Frauen dem Ideal der sexuellen Enthaltsamkeit nachzustreben. Ihnen stand die Gruppe um den Literaturkritiker und Schriftsteller Georg Brandes gegenüber, der Die Hörigkeit der Frau übersetzt hatte und die Meinung vertrat, Frauen sollten dieselbe sexuelle Freiheit genießen wie Männer. Fredrik Bajer zog sich vom aktiven Leben in der Organisation zurück, als er ein Parlamentsmandat übernahm, unterstützte aber die Anliegen der Frauen weiter. So trug er 1880 dazu bei, dass die wirtschaftliche Unabhängigkeit der Däninnen gesetzlich geschützt wurde. 1886 brachte er ein Gesetz zum eingeschränkten Frauenwahlrecht auf den Weg, das Frauen in Kopenhagen, die Steuern bezahlten, das lokale Wahlrecht geben sollte. Es kann als Zeichen des dänischen Konservatismus gesehen werden, dass die Wahlberechtigung für verheiratete Frauen im Entwurf auf Kritik stieß und der Vorschlag schon vor der letzten Lesung scheiterte. Bajer formulierte den Entwurf so um, dass er nur noch Witwen und unverheiratete Frauen betraf. Das Unterhaus billigte ihn, doch das konservative Oberhaus ließ ihn nicht einmal zur Debatte zu mit der Begründung, dass er weder im Interesse der Frauen noch dem der Gesellschaft liege.
Im folgenden Jahrzehnt wurden immer wieder Gesetzesinitiativen für die Einführung des lokalen Wahlrechts für ganz Dänemark gestartet und zum Scheitern gebracht. Als Gegenargument diente die Behauptung, man wolle die Ehe nicht zum politischen Schlachtfeld machen und die bestehende Aufgabenteilung der Geschlechter aufrechterhalten: Frauen wurde die häusliche Welt zugewiesen, Männer sollten in der Öffentlichkeit agieren.
Zur Unterstützung von Bajers Gesetzesvorschlag zum lokalen Frauenwahlrecht startete Line Luplau aus Jütland eine Petition und sammelte 20 000 Unterschriften. Dies löste im Parlament Erstaunen aus, da man das Frauenwahlrecht für eine Angelegenheit urbaner Intellektueller hielt. Die Erkenntnis, dass sich Frauen in ländlichen Gebieten für politische Rechte starkmachten, war den Parlamentariern neu. 1889 gründete Line Luplau mit Louise Nørlund die dänische Frauenwahlrechtsorganisation Kvindevalgretsforeningen (KVF) und war von 1889 bis 1891 ihre Vorsitzende. Ihre Mitglieder sprachen Politiker auf das Thema Frauenwahlrecht an und ihnen wurde bei Wahlversammlungen meist gern zugehört. In einigen Städten durften sie jedoch nicht auftreten.
Wie auch in Großbritannien, so führte auch in Dänemark ein frauenverachtendes Wahlgesetz, das Frauen nicht einmal erwähnte, zu einem Aufwachen. Da sich die Frauenwahlrechtsorganisation Kvindevalgretsforeningen nicht zu einem Protest durchringen konnte, wurde von den radikaleren Mitgliedern die Dänische Frauenwahlrechtsgesellschaft gegründet. Auch diese war dem ganz radikalen Flügel zu zahm, was zur Gründung der links orientierten Nationalen Liga für das Frauenwahlrecht führte, die sich für das uneingeschränkte Frauenwahlrecht starkmachte. Diese beiden Organisationen gewannen im ersten Jahrzehnt des 20. Jahrhunderts an Einfluss und hatten 1910 bereits 23 000 Mitglieder.
Die Reform des lokalen Wahlrechts von 1908 geht stark auf den Einfluss dieser Organisationen zurück. Es erhielten alle Frauen und Männer über 25 mit untadeligem Ruf das aktive und passive Wahlrecht bei Gemeinde- und Stadtratswahlen für den Ort, an dem sie im Wahljahr und dem vorausgehenden Jahr gelebt und an dem sie oder ihre Ehepartner Steuern bezahlt hatten. Diese Klausel wurde von Konservativen eingefügt, um Wanderarbeiter von der Wahl auszuschließen. In der ersten lokalen Wahl von 1909 nach dem neuen Recht waren nur etwa 1 % der Gewählten Frauen.
1912 gab es einen Gesetzesvorschlag, der das allgemeine Wahlrecht für Frauen und Männer über 28 Jahre auf nationaler Ebene vorsah, doch er wurde von den Konservativen, die die Mehrheit im Oberhaus hatten, blockiert. Als diese jedoch bei den Wahlen von 1914 eine Niederlage erlitten, war der Weg frei: Als fünfter Staat der Erde nach Neuseeland, Australien, Finnland und Norwegen nahm Dänemark mit Island 1915 das Frauenwahlrecht ins Grundgesetz auf. Die Einführung des allgemeinen Wahlrechts für alle über 29 Jahre auf nationaler Ebene wurde am 5. Juni 1915 beschlossen, trat aber erst nach dem Ersten Weltkrieg 1918 in Kraft.
Am 22. April 1918 erhielten erstmals Frauen Mandate im nationalen Parlament: Vier weibliche Abgeordnete saßen fortan im Folketing.

### Estland
Als Estland 1918 unabhängig geworden war, wurde Frauen und Männern im Wahlgesetz der konstituierenden Versammlung vom 24. November 1918 das aktive und passive allgemeine Wahlrecht zuerkannt. Die Verfassung von 1920 bestätigte dieses Recht. Unter sowjetischer Verwaltung hatten Frauen ebenfalls das Wahlrecht. Bei der erneuten Unabhängigkeit wurde das allgemeine Wahlrecht bestätigt.
Das allgemeine Wahlrecht für Männer wurde gleichzeitig mit dem für Frauen eingeführt.
Im April 1919 wurden erstmals Frauen ins nationale Parlament gewählt. Sieben Parlamentarierinnen gab es in dieser Legislaturperiode. Davor, während der Erlangung der Unabhängigkeit, waren zwei Frauen Mitglieder der konstituierenden Versammlung. Während der Zeit der sowjetischen Verwaltung wurden estnische Frauen auch in den Estnischen Obersten Sowjet gewählt, der nach der Wiederherstellung der Unabhängigkeit des Landes am 20. August 1991 das erste gesetzgebende Gremium war.

### Finnland

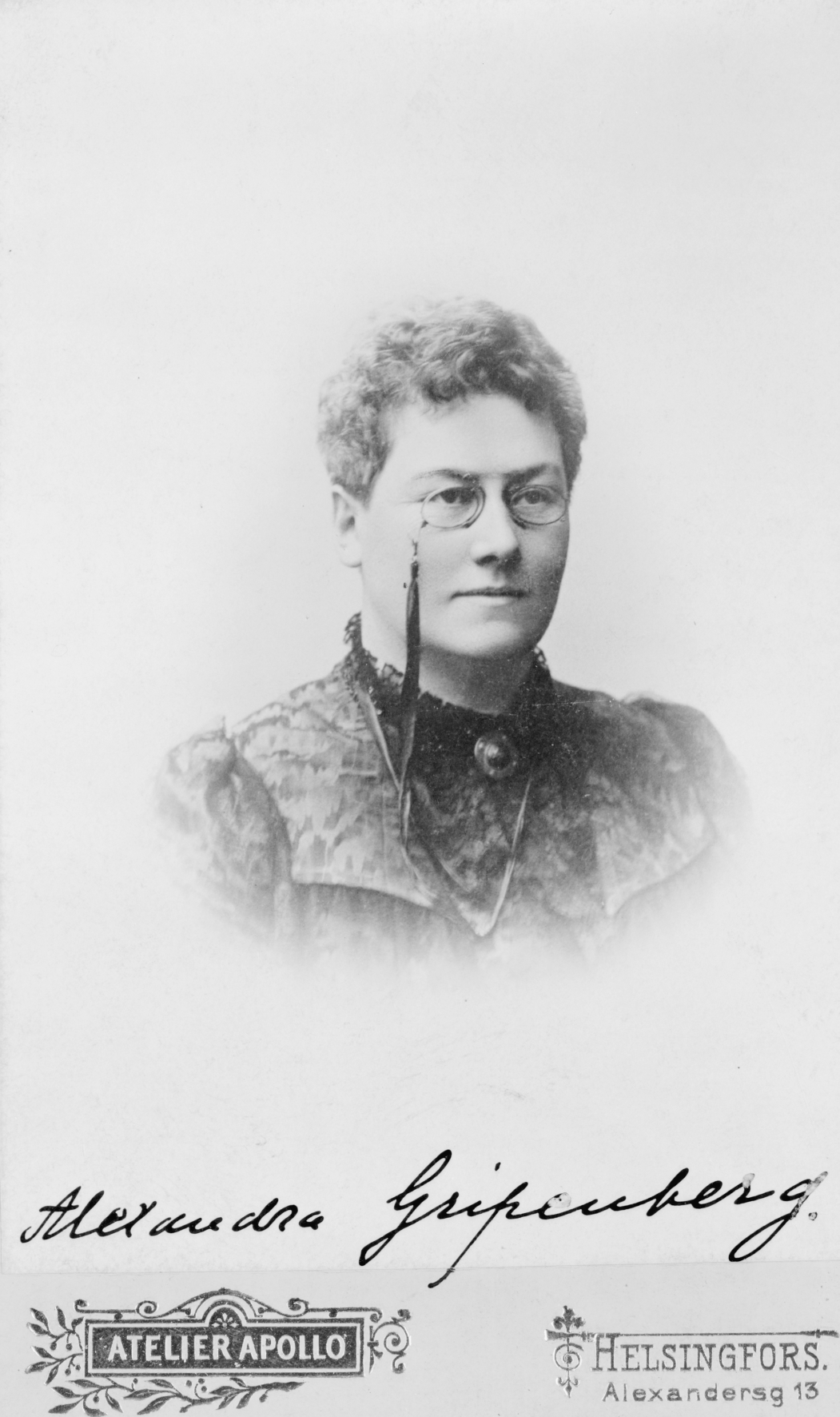
Alexandra Gripenberg, eine der ersten weiblichen Parlamentsabgeordneten Finnlands

Finnland war zwar weltweit das erste Land, das Frauen das volle aktive und passive Wahlrecht verlieh, aber es unterstand damals noch Russland, war also kein unabhängiger Staat.
1905 hatte Zar Nikolaus II. den finnischen Senat damit beauftragt, ein neues Gesetz auszuarbeiten, das das allgemeine Wahlrecht für Männer vorsehen sollte. Der Ausschuss gab dem Druck der Frauen wegen der Proteste auf den Straßen und der Haltung der Sozialdemokraten nach und nahm auch das Wahlrecht für Frauen in das Gesetz auf. Am 28. Mai 1906 stimmten die finnischen Nationalisten zusammen mit den Sozialdemokraten im Parlament. Am 20. Juli 1906 ratifizierte Nikolaus II. das Gesetz, das damit auch das aktive und passive Frauenwahlrecht einführte. Dadurch durften 1907 erstmals in Europa Frauen wählen. 1917 wurde Finnland unabhängig.
Bei der Ersten Parlamentswahl in Finnland am 15. und 16. März 1907 wurden 19 Frauen gewählt, darunter Lucina Hagman und Alexandra Gripenberg. Die erste Sitzung fand am 23. Mai 1907 statt.

### Großbritannien
Bei Kommunalwahlen hatten Frauen ab 1869 das aktive Wahlrecht, 1907 das passive. Nach dem Historiker Martin war dieses Recht auf Frauen, die Steuern zahlten, beschränkt und galt nur in einigen Landesteilen.
Am 2. Februar 1918 erhielten Frauen durch den Representation of the People Act ein eingeschränktes Wahlrecht: Das Mindestwahlalter für Frauen war 30. Frauen durften außerdem nur wählen, wenn sie als Alleinstehende oder ihre Ehemänner mindestens fünf Pfund Sterling pro Jahr Steuern zahlten, weibliche Haushaltsvorstände oder Universitätsabsolventinnen waren. Die Altersbeschränkung wurde eingeführt, um kein zahlenmäßiges Gleichgewicht zwischen Frauen und Männern herzustellen. Für Männer galt dagegen ab 1921 ein allgemeines Wahlrecht ab 21 Jahren. Für Männer, die im Militärdienst gewesen waren, und bestimmte Anforderungen an Aufenthaltsdauer im Land und Eigentum erfüllten, lag die Grenze bei 19 Jahren. Volle Gleichheit mit Männern in Bezug auf das aktive und passive Wahlrecht wurde am 2. Juli 1928 erreicht.
Als erste Frau wurde am 14. Dezember 1918 Countess Constance Markiewicz ins nationale Parlament gewählt. Wegen ihrer emotionalen Bindung an die Unabhängigkeit Irlands weigerte sie sich, ihren Sitz im House of Commons einzunehmen. Die erste Frau, die tatsächlich im House of Commons saß, war Nancy Astor, gewählt am 28. November 1919, die ihr Amt drei Tage nach der Wahl antrat.

### Irland
Am 2. Juni 1918 erhielten Frauen über 33 das Wahlrecht, Männer durften bereits ab 21 Jahren wählen. Nach dem Irischen Unabhängigkeitskrieg erhielten Frauen zwischen 21 und 30 Jahren in der Republik Irland 1922 in Anerkennung ihrer Verdienste im Krieg das aktive und passive Wahlrecht auf derselben Basis wie Männer. Damit konnten Frauen und Männer nach denselben Kriterien wählen.
In Nordirland jedoch wurde die Gleichheit von Männern und Frauen wie im übrigen Großbritannien in Bezug auf das Wahlrecht erst am 2. Juli 1928 hergestellt.
Als erste Frau wurde im August 1977 Tras Honan ins nationale Parlament gewählt.

### Island

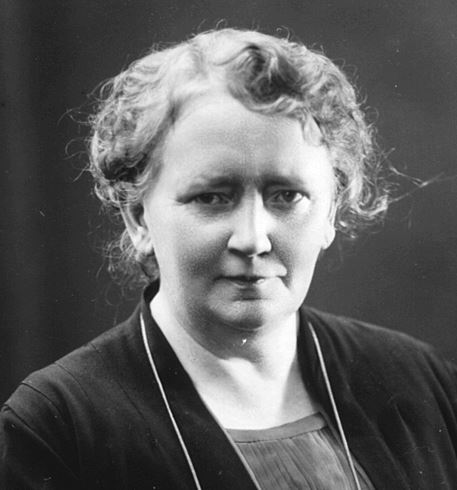
Ingibjörg H. Bjarnason, die erste Parlamentarierin im isländischen Althing

Ende des 19. Jahrhunderts war Island von Bauern und Fischern bewohnt und unterstand der dänischen Krone. Frauen, vor allem Witwen, bewirtschafteten nicht selten Bauernhöfe und waren häufig allein für den Familienunterhalt zuständig. Auf dem Land konnte eine Frau fast ebenso viel gelten wie ein Mann, wenn sie seine Rolle übernahm. 1881 beschloss der Althing einstimmig ein Gesetz, das Frauen über 25 für lokale Wahlen das Wahlrecht gab, wenn sie unverheiratet oder verwitwet waren und einem Hof oder einem Haushalt vorstanden und so eine Familie ernährten. Doch der dänische König blockierte das Gesetz. 1888 erlitt ein Parlamentsbeschluss, der Frauen das passive lokale Wahlrecht verleihen sollte, dasselbe Schicksal, doch beide Vorlagen wurden nach einiger Zeit Gesetz.
In Zeiten des starken Wandels gewannen feministische Themen an Bedeutung: Die Fischereiindustrie wurde modernisiert, Reykjavik veränderte sich stark und mit Dänemark gab es politische Konflikte, die auf eine Unabhängigkeit Islands abzielten.
1882 galt für Frauen bei der Teilnahme an lokalen Wahlen ein beschränktes Wahlrecht. 1882 stimmte der König einer Veränderung der Beschränkungen zu, sodass Witwen und andere unverheiratete Frauen, die einem Farmhaushalt vorstanden oder sonst einen unabhängigen Haushalt führten, das aktive und passive Wahlrecht bei Lokalwahlen erhielten.
Die Frauenrechtlerin Bríet Bjarnhéðinsdóttir gründete 1907 die erste Frauenwahlrechtsorganisation Kvenréttindafélag Íslands des Landes und ritt zwei Monate lang von Ort zu Ort, um dort Niederlassungen zu gründen und das Thema bekannt zu machen.
1908 wurde für verheiratete Frauen beim aktiven Wahlrecht für Lokalwahlen eine Gleichstellung mit Männern beschlossen. Für die Stadtratswahl in Reykjavik 1908 gab es eine reine Frauenwahlvorschlagsliste, auf der vier Namen standen. Diese Liste erhielt mit 22 Prozent die meisten Stimmen und es wurden alle vier Frauen in den Stadtrat, der 15 Mitglieder hatte, gewählt.
Nationalisten drängten auf ein allgemeines Männerwahlrecht und Feministen nutzten, wie oft bei solchen Konstellationen, die Debatte, um für ihre Anliegen zu werben. Fast ein Viertel der Bevölkerung sprach sich per Unterschrift für die Einführung des Frauenwahlrechts aus.
1911 beschloss der Althing für Frauen gleiche Rechte bei der Erziehung der Kinder und beim Zugang zu gehobenen Berufen zu verschaffen. In derselben Sitzung wurde das aktive Wahlrecht auch allen Frauen und den Männern zugesprochen, denen es bisher vorenthalten gewesen war. Ziel war es, dass bei den für 1913 angesetzten Wahlen alle würden wählen dürfen. In den Debatten war nicht die Zulassung von Frauen zur Wahl das Streitthema, sondern das Wahlrecht für Dienstboten beiderlei Geschlechts: Das Geschlecht war hier eine weniger wichtige Kategorie als die soziale Klasse. Schließlich wurden Dienstboten zugelassen, ausgeschlossen war nur noch, wer von Armenfürsorge lebte. Es hatten sich jedoch die Beziehungen zu Dänemark verschlechtert, und Dänemark erhob Einwände gegen die Formulierung bestimmter Passagen des Gesetzes, die nicht die Wahlrechtsreform betrafen. Als das Gesetz dann erneut im Althing beraten wurde, erhöhte die Parlamentsmehrheit das aktive und passive Wahlalter für Frauen und Dienstboten auf 40. Diese Altersgrenze sollte jährlich um ein Jahr sinken, bis 25 Jahre erreicht würden. Dieses Gesetz wurde dann vom dänischen König am 19. Juni 1915 ratifiziert. Wie in bestimmten anderen Ländern, so löste auch in Island die Einführung des Frauenwahlrechts keine heftigen Reaktionen aus.
Am 5. August 1916 konnten sich Islands Frauen zum ersten Mal auf nationaler Ebene an den Wahlen zum Althing beteiligen. Bríet Bjarnhéðinsdóttir wurde als erste und einzige Frau bei diesen Wahlen gewählt, allerdings nur als Ersatzparlamentarierin; sie konnte ihr Amt niemals antreten. 1926 bewarb sie sich erneut erfolglos um einen Sitz im isländischen Parlament.
1920 wurde dann das allgemeine Wahlrecht ab 25 Jahre eingeführt. Island hatte sich nach einem Referendum 1918 mit dem Unionsvertrag mit Dänemark fast völlig unabhängig gemacht.
Die erste Wahl einer Frau ins nationale Parlament erfolgte am 8. Juli 1922. Gewählt wurde die Rektorin Ingibjörg H. Bjarnason aus Reykjavik. Sie war als einzige Frau von denen, die auf der Frauenwahlvorschlagsliste standen, erfolgreich. In den ersten Jahren mit Frauenwahlrecht in Island war eine solch geringe Zustimmung die Regel. Bjarnason wechselte bald zur konservativen Partei, da sie von den Vorteilen einer reinen Frauenvertretung nicht überzeugt war. Dies führte bei ihren Wählerinnen zu Enttäuschung. Auch in Großbritannien und den USA ließen sich die Wähler von reinen Frauenlisten nicht überzeugen, sodass die Frauenwahlrechtsbewegung nicht in einen erfolgreichen Vorstoß in Richtung auf den politischen Einfluss von Frauen mündete.

### Isle of Man
Die Isle of Man ist als autonomer Kronbesitz (englisch crown dependency) direkt der britischen Krone unterstellt, jedoch weder Teil des Vereinigten Königreichs noch Britisches Überseegebiet.
Die Isle of Man war der erste Ort weltweit, an dem Frauen auf nationaler Ebene wählen konnten, allerdings nicht alle Frauen: 1881 beschloss die Isle of Man das allgemeine Stimmrecht für Frauen und Männer zum Unterhaus der Isle of Man, doch die nötige königliche Zustimmung wurde nur für das Stimmrecht für alleinstehende Frauen und für Witwen mit Grundeigentum gewährt. 1892 wurde das Stimmrecht zusätzlich auf Frauen, die Land gepachtet hatten, ausgedehnt, 1918 auch auf Frauen mit Schulabschluss (graduates) über 30. 1919 wurde das allgemeine aktive und passive Frauenwahlrecht eingeführt.
Bis zu den Wahlen 2016 zum House of Keys und den Wahlen zum Legislative Council von 2018 hatte das Parlament insgesamt nur 12 weibliche Abgeordnete.

### Lettland
Am 18. November 1918 wurde die Unabhängige Demokratische Republik Lettland vom Rat des Volkes ausgerufen. Der Rat des Volkes billigte das Gesetz über die Wahlen zur Konstituierenden Versammlung und das Gesetz über Bürgerrechte, die vorsahen, dass in allgemeiner, gleicher, direkter, geheimer Wahl eine Konstituierende Versammlung zu wählen sei. Bürger über 21, die in Lettland wohnten, hatten das aktive und passive Wahlrecht. Für Kommunalwahlen wurden analoge Regelungen verabschiedet. Wegen des Ersten Weltkrieges konnten die Wahlen zur Konstituierenden Versammlung erst am 17. und 18. April 1920 abgehalten werden. Lettland führte das allgemeine Wahlrecht für Frauen und Männer also gleichzeitig ein. Unter sowjetischer Verwaltung durften Frauen ebenfalls wählen, und dieses Recht wurde bei der erneuten Unabhängigkeit 1990 bestätigt.
Am 17./18. April wurden erstmals Frauen ins nationale Parlament gewählt. Vier Frauen erhielten Mandate. Nach IPU waren die ersten weiblichen Abgeordneten fünf Frauen in der Konstituierenden Versammlung. 1990 waren Frauen in den Obersten Rat der Sozialistischen Sowjetrepublik Lettlands gewählt worden, der zur ersten gesetzgebenden Versammlung Lettlands wurde, als die Wiederherstellung der Unabhängigkeit des Landes am 21. August 1991 Wirksamkeit erlangte.

### Litauen
Die vorübergehende Verfassung vom November 1918 erkannte allen Litauern unabhängig vom Vermögen das aktive und passive Wahlrecht für die Parlamentswahlen zu. Am 20. November 1919 wurde das Wahlgesetz vom konstituierenden Parlament verabschiedet. Damit konnten litauische Frauen ab 1919 unter denselben Bedingungen wie Männer wählen und gewählt werden. In der ersten konstituierenden Parlamentswahl von 1920 wurde dieses Recht dann erstmals angewendet.
Unter sowjetischer Verwaltung hatten Frauen ebenfalls das aktive und passive Wahlrecht. Diese Rechte wurden bei der Unabhängigkeit bestätigt.
1990 saßen erstmals nach der Unabhängigkeit Frauen ins nationale Parlament gewählt. Sie erhielten 14 von 173 Sitzen. Diese Frauen waren noch in den Obersten Sowjet der Sozialistischen Sowjetrepublik Litauen gewählt worden, die nach der Wiederherstellung der Unabhängigkeit des Landes am 6. September 1991 die erste gesetzgebende Versammlung Litauens wurde.
1920 war bereits eine Frau ohne Wahl ins Parlament berufen worden.

### Norwegen

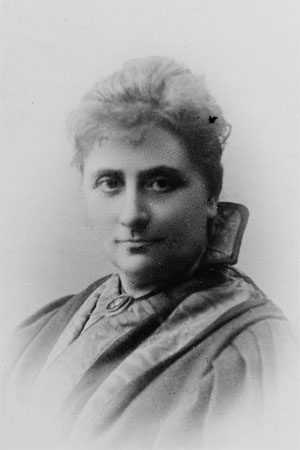
Gina Krog, norwegische Frauenrechtlerin (1880er Jahre)

Frauen durften sich bereits ab 1901 an Regionalwahlen beteiligen. Voraussetzung war jedoch, dass sie über Grundbesitz verfügten oder mit Grundbesitzern verheiratet waren.
1890 brachten die Radikalen Liberalen (Moderate Venstre) im Storting eine Gesetzesinitiative ein, die das allgemeine Wahlrecht vorsah. Der Vorschlag wurde mit 44 zu 114 Stimmen abgelehnt. Ein weiterer Versuch 1893 erreichte zwar eine Mehrheit, nicht jedoch die für eine Verfassungsänderung nötige Zweidrittelmehrheit. 1901 gelang es Gina Krogs Frauenwahlrechtsorganisation, die Radikalen Liberalen zu einer Gesetzesinitiative für das kommunale Frauenwahlrecht zu motivieren. Dieser Vorschlag sah für das Männerwahlrecht nur Beschränkungen in Bezug auf Alter und Wohnort vor, für das Frauenwahlrecht aber zusätzliche Einschränkungen: Nur vermögende Frauen oder Frauen, die mit vermögenden Männern verheiratet waren, sollten wählen können. Zu diesem Zeitpunkt vertrat selbst die Konservative Partei Høyre bereits ein auf vermögende Frauen beschränktes Frauenwahlrecht, um ein Gegengewicht zu den durch das allgemeine Männerwahlrecht entstandenen zusätzlichen Stimmen der Arbeiterschaft zu schaffen. Der Vorschlag war also keineswegs radikal.
Am 7. Juni 1905 erklärte Norwegen in einer friedlichen Revolution einseitig die Unabhängigkeit von Schweden. Schweden wandte ein, es handle sich um einen parlamentarischen Akt, hinter dem das norwegische Volk nicht stehe; es brauche ein Referendum. Frauen bedrängten das Parlament, es solle sie zur Abstimmung zulassen. Doch obwohl Frauen sich sehr in der nationalistischen Bewegung eingesetzt hatten, gingen sie leer aus. Die Kvinnestemmerettsforeningen (Verein für das Frauenstimmrecht) (KSF) überreichte eine von 300 000 Frauen, fast der gesamten erwachsenen weiblichen Bevölkerung des Landes, unterzeichnete Unterstützungsbekundung. 1905 wurde die Verfassungskrise mit Zugeständnissen von beiden Seiten beendet.
In der Wahl von 1906 unterstützen die Befürworterinnen des Frauenwahlrechts die Radikalen, und ein Sieg der Radikalen führte dazu, dass 1907 diejenigen Frauen, die bereits über das regionale Wahlrecht verfügten, auch auf nationaler Ebene dieses Recht erhielten. 1913 wurden alle Beschränkungen aufgehoben. Ebenso durften die Frauen wählen, deren Ehemänner das Wahlrecht besaßen. Die Sozialdemokraten und die Liberalen hatten zunächst für ein allgemeines Frauenwahlrecht gestimmt, aber dieser Vorschlag fand keine Mehrheit. So stimmten die Sozialdemokraten schließlich aus taktischen Gründen für das eingeschränkte Frauenwahlrecht, obwohl ihre eigenen Unterstützerinnen bei dem neuen Gesetz leer ausgingen.
Die meisten vermögenden Frauen aus der Mittelschicht wandten sich nun vom Kampf um das Frauenwahlrecht ab. 1909 kamen in der ersten Wahl nach dem neuen Recht die Konservativen wieder an die Macht, die sich der Ausweitung des Wahlrechts widersetzten. Dennoch wurde 1910 ein allgemeines Wahlrecht für Männer und Frauen auf kommunaler Ebene eingeführt. 1912 gab es wieder eine Mehrheit für die Radikalen Liberalen und 1913 erhielten alle Frauen über 25 das Wahlrecht, ohne dass andere Kriterien als der Wohnsitz eine Rolle spielten.
Am 17. Mai 1911 rückte Anna Rogstad als Vertretung für Jens Bratlie in das Parlament nach. Sie war damit die erste Frau im nationalen norwegischen Parlament Storting. Die erste Frau, die in einer regulären Wahl gewählt wurde, war Karen Platou, und zwar im Jahr 1921.

### Schweden
Schweden war das erste Land Europas, in dem Frauen das kommunale Wahlrecht erhielten, aber eines der letzten, in dem das Frauenwahlrecht auf nationaler Ebene eingeführt wurde. Zwischen 1845 und 1865 erhielten Frauen das Erbrecht und das Recht, Handel zu treiben. Witwen und unverheiratete Frauen, die Steuern bezahlt hatten, durften auf kommunaler Ebene und Provinzebene seit 1862 wählen. Das kommunale Wahlrecht hatte in Schweden eine besondere Bedeutung: Es war Grundlage eines indirekten Wahlrechts für das Oberhaus, weil die dortigen Abgeordneten durch Ernennung aus dem Kreis der Stadträte und Provinzräte bestimmt wurden.
Die feministische Bewegung in Schweden legte ihren Schwerpunkt auf Ziele in der wirtschaftlichen Sphäre und im Bereich Erziehung; dies spiegelte den konservativen Charakter der Gesellschaft wider, die von adeligen Grundeigentümern dominiert wurde. Es entwickelte sich ein Zusammenspiel von ökonomischem Liberalismus, einer aktiven Abstinenzbewegung und aufkommenden Gewerkschaften.
1868 schlug die Neue Liberale Partei ein allgemeines Wahlrecht vor, das aber vom Riksdag ohne Debatte abgelehnt wurde. 1884 gab es einen erneuten Vorstoß in Form eines Gesetzesvorschlags von Frederick Borg. Dieser hatte 1850 Schwedens erste Arbeiterorganisation gegründet und setzte sich für eine fortschrittliche Gesetzgebung ein, die Schulen, Bibliotheken und die Armenfürsorge fördern sollte. Er war im Riksdag eine wichtige Stimme für Demokratie und Republik. Sein Gesetzesvorschlag für ein Frauenwahlrecht wurde unter dem Gelächter der anderen Abgeordneten abgelehnt.
In den 1890er Jahren gipfelte die Periode der raschen Industrialisierung 1902 in einem Generalstreik. Mit diesem sollte die Forderung oppositioneller Gruppen nach einer Wahlrechtsreform unterstrichen werden, da das Wahlrecht an Eigentum oder entsprechendes Einkommen gebunden, also eine Art finanzielles Wahlrecht war. Die Eigentumsschranke privilegierte die traditionellen Eliten, nicht die in jüngster Zeit zu Vermögen gekommenen reichen Händler und Akademiker. Ebenso wie in Großbritannien vor dem Reformgesetz von 1832 trafen auch hier Unruhen in der Arbeiterschaft und der Mittelschicht zusammen. In diese aufgeheizte Stimmung über die Wahlrechtsreform, die von der Liberalen Union geschürt wurde, fiel 1902 die Gründung der Association for Women’s Political Franchise in Stockholm und Göteborg, die sich 1903 mit der neu gegründeten Landsföreningen för kvinnans politiska rösträtt, (LKPR) (Nationale Vereinigung für Frauenwahlrecht) zusammenschloss. Es durften nur Frauen Mitglieder werden und es wurde die Selbstermächtigung der Frauen propagiert. Es sollte nicht nur die Form der Politik geändert werden, also die Akteure und die Regeln, sondern die Inhalte. Ein bedeutendes Mitglied war Frigga Carlberg, die die Niederlassung in Göteborg gründete. Sie war Journalistin und Sozialarbeiterin, eine Expertin für die Arbeit mit Kindern und eine der Gründerinnen eines Waisenhauses in Göteborg. Sie schrieb Texte und sogar mehrere Theaterstücke zum Thema Frauenwahlrecht.
Die „Vereinigung für politisches Frauenwahlrecht“ (Föreningen för Kvinnans Politiska Rösträtt) forderte das Wahlrecht für Frauen im selben Umfang wie Männer es besaßen. Bei den Parteien bildeten sich wie in anderen Ländern zwei Lager: Während die Konservativen nur begüterte Frauen mit dem Wahlrecht ausstatten wollten, sprachen sich die Sozialdemokraten für ein allgemeines Wahlrecht aus und ermunterten ihre Mitglieder, sich gegen die herrschenden Klassenstrukturen zu wenden. Obwohl die Frauenwahlrechtsorganisation sich also parteineutral gab, stand sie in ihrer Politik, nur wohlhabenden Frauen das Wahlrecht zu verschaffen, der Liberalen Partei nahe.
Auch in den Jahren 1902, 1904 und 1905 scheiterten Gesetzesvorlagen zum Frauenwahlrecht im Riksdag. 1906 wurden vier Gesetzesinitiativen eingebracht, sechs im Jahr 1907. In diesem Jahr übernahmen zuerst die Arbeiterpartei, dann die Liberale Union das Frauenwahlrecht in ihre Programme. Die Einführung des Verhältniswahlrechts für das Parlament im Jahr 1909 schuf für die politische Stellung der Frauen bessere Voraussetzungen, weil es zur Einführung des Mehrparteiensystems in Schweden beitrug. Es hatte eine Vermehrung kleiner Parteien zur Folge, die auf die Zusammenarbeit mit anderen Parteien angewiesen waren, wenn sie politische Verantwortung übernehmen wollten. Dadurch konnte das Frauenwahlrecht als Thema auf die Agenda von Koalitionen gelangen, der Einfluss der Konservativen ging zurück. Vor diesem Hintergrund wurde 1909 im Unterhaus ein Gesetz zum Frauenwahlrecht beschlossen, doch ein ähnliches Gesetz wurde im Oberhaus mit 104 zu 25 Stimmen abgelehnt. Als die Liberalen erkannten, dass es ihnen nicht einmal gelingen würde, ein allgemeines Wahlrecht für Männer durchzusetzen, ließen sie sich auf einen Kompromiss mit den Konservativen ein, nach dem nur männliche Steuerzahler über 24 Jahre das Wahlrecht erhielten. Bis dahin hatten sich die schwedischen Feministinnen sehr zurückhaltend gezeigt. Sie änderten ihre Haltung, als die Konservative Partei erklärte, es dürfe mit ihnen keine Wahlkreise geben, in denen sich beide Bewerber für das Frauenwahlrecht aussprächen. Nun machten die Feministinnen ihren Einfluss geltend, um die Konservativen zurückzudrängen. Die Konservativen hätten zu dieser Zeit dringend die Stimmen der konservativen Wählerinnen gebraucht und gut daran getan, ihren Widerstand gegen das Frauenwahlrecht aufzugeben; doch sie glaubten den Schwarzmalereien der Frauenwahlrechtsgegner, die prophezeiten, das Frauenwahlrecht werde radikale Veränderungen mit sich bringen und den Zusammenbruch der Familie nach sich ziehen.
In den Wahlen von 1911 erhielten die Liberalen und die Sozialdemokraten die Mehrheit und die konservative Regierung wurde ersetzt. Der Liberale Karl Staaff, der Mitglied der „Männerliga für das Frauenwahlrecht“ war, wurde Premierminister. Die Frauenwahlrechtsbefürworter wurden mit einem Gesetz belohnt, das zwar 1912 in der zweiten Parlamentskammer beschlossen wurde, in der ersten Kammer jedoch scheiterte, ähnlich wie es den Vorlagen zum Frauenwahlrecht im britischen Parlament erging. Die Gesetzesvorlage zum Frauenwahlrecht enthielt jedoch auch eine Reihe anderer radikaler linker politischer Maßnahmen, die die Wähler aus der Mittelschicht abschreckten, sodass diese sich von der Liberalen Partei abwandten und die Konservativen 1914 wieder an die Macht kamen. Das Erstarken der Sozialdemokraten nützte den Befürwortern des Frauenwahlrechts wenig, da dort die Gewerkschafter dominierten und diese sich auf die Themen konzentrierten, die in der Schwerindustrie wichtig waren. Frauen waren in den Gewerkschaften schlecht repräsentiert, da sie überwiegend in der Tabak-, der Bekleidungs- und der Lebensmittelindustrie arbeiteten.
Das Wahlrecht auf nationaler Ebene wurde im Rahmen einer Verfassungsreform 1919 bis 1921 eingeführt. Der Durchbruch für das Frauenwahlrecht kam nämlich nach den Revolutionen am Ende des Ersten Weltkrieges, in dem Schweden neutral geblieben war. Wirtschaftliche Unsicherheiten führten zu Angst vor einer bolschewistischen Revolution 1918. Als Reaktion standen alle traditionellen Parteien zusammen, um die parlamentarische Demokratie zu stärken, indem sie eine Reihe von Änderungen des Wahlrechts beschlossen. Darunter waren das Frauenwahlrecht, die Senkung des aktiven Wahlalters für die zweite Kammer von 24 auf 23 Jahre und die Abschaffung einiger Eigentumsschranken beim Wahlrecht. Beschlossen wurde das Gesetz am 24. Mai 1919. Aus verfahrensrechtlichen Gründen trat die Änderung aber erst am 26. Januar 1921 in Kraft: Für eine Verfassungsänderung braucht es im schwedischen Parlament zwei Beschlüsse, und diese müssen durch eine allgemeine Wahl voneinander getrennt sein, sodass erst der Beschluss des neuen Parlaments 1921 das Gesetz rechtskräftig werden ließ.
Im September 1921 wurden erstmals Frauen ins nationale Parlament gewählt. Es gab in dieser Legislaturperiode fünf Parlamentarierinnen. An der Wahl hatte fast die Hälfte der wahlberechtigten Frauen teilgenommen.

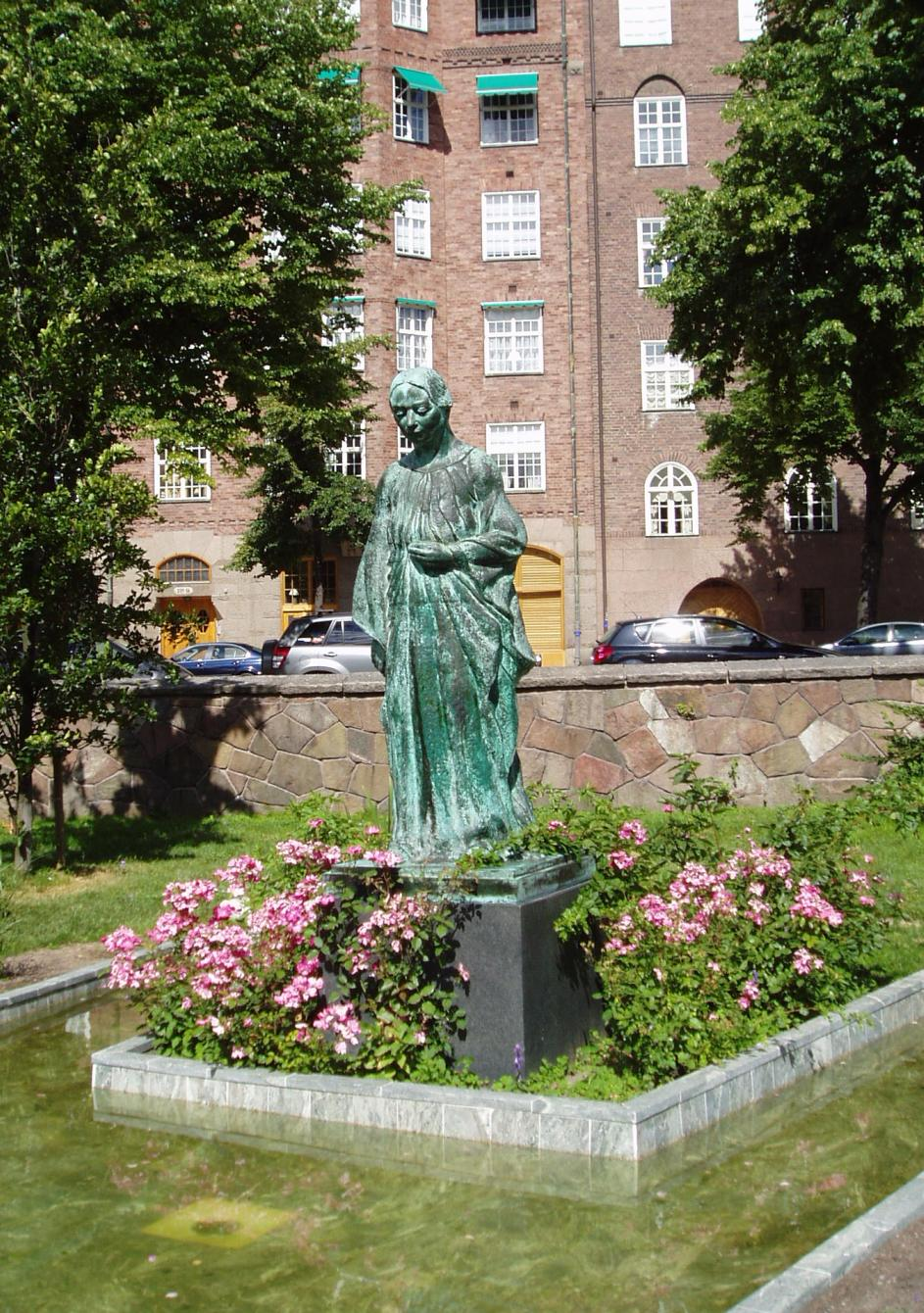
Ellen-Key-Statue in Stockholm, geschaffen von Sigrid Fridman

Ellen Key, die führende Schriftstellerin Schwedens zu dieser Zeit, misstraute dem organisierten Feminismus. Sie fand, dessen Einstellung zur Prostitution offenbare einen gestörten Blick auf die weibliche Sexualität. Die Forderung nach einer neuen Moral für beide Geschlechter folge einem alten Ideal einer keuschen Weiblichkeit und zeuge von einer mangelnden Vorstellungsfähigkeit. Aus diesem Grunde lehnte sie zunächst das Frauenwahlrecht ab, änderte aber später ihre Meinung und unterstützte es.